# Tugulusaurus
Tugulusaurus faciles
Genre
Espèce
Tugulusaurus (signifiant « lézard de Tugulu ») est un genre éteint de dinosaures théropodes du Crétacé inférieur retrouvé en Chine dans la formation géologique  de Lianmugin du Xinjiang.
L'espèce-type et seule espèce, Tugulusaurus faciles, a été nommée et décrite par Dong Zhiming en 1973.
Le genre est basé sur l'holotype IVPP V4025, retrouvé dans la formation de Lianmugin  du groupe de Tugulu (en), dans le Xinjiang. Il est constitué des restes partiels de quatre vertèbres, de membres inférieurs, de doigts et de côtes.

## Historique
À partir de 1964, des fossiles de dinosaures sont récupérés en Dzoungarie, Xinjiang. En 1973, certains d'entre eux sont décrits par le paléontologue Dong Zhiming. Parmi ceux-ci, il identifie les os d'un petit théropode qu'il nomme Tugulusaurus faciles. Le nom spécifique fait référence au groupe de Tugulu. Le nom spécifique est tiré du latin facilis (« se déplaçant facilement »), en référence à l'agilité supposée de l'animal d'après la délicatesse de ses os.

## Classification
Classé chez les Coelurosauria par Dong, Tugulusaurus est régulièrement considéré comme nomen dubium. Cependant, en 2005, Oliver Rauhut et Xu Xing concluent qu'il s'agit d'un genre valide, un taxon basal chez les Coelurosauria.